# Remaster (Asteroidea)
Remaster is een geslacht van zeesterren uit de familie Korethrasteridae.

## Soorten
- Remaster gourdoni Koehler, 1912
- Remaster palmatus (Perrier, 1881)